# Vincent Otti
Vincent Otti (c. 1946 - 2 de octubre de 2007) fue un alto oficial del Ejército de Resistencia del Señor (ERS), un ejército de guerrilleros rebeldes que operan principalmente en el norte de Uganda y en el sur de Sudán. Fue una de las cinco personas para las cuales la Corte Penal Internacional (CPI) emitió sus primeras órdenes de arresto el 8 de julio de 2005, siendo acusado de 11 cargos por crímenes de lesa humanidad, entre los cuales destaca haber cometido homicidio, secuestro, esclavitud sexual, saqueo, mutilación y causar incendios masivos en varios pueblos, en el norte de Uganda. Los rumores de su muerte comenzaron a circular en octubre de 2007, pero no se confirmó hasta enero de 2008.
Nació aproximadamente en 1946 en el sub-condado de Atiak, en el Distrito de Gulu, Uganda, y sus padres murieron cuando era joven. Estuvo trabajando como comerciante en Kampala cuando el se unió al ERS en 1987.